# Christoph Starke

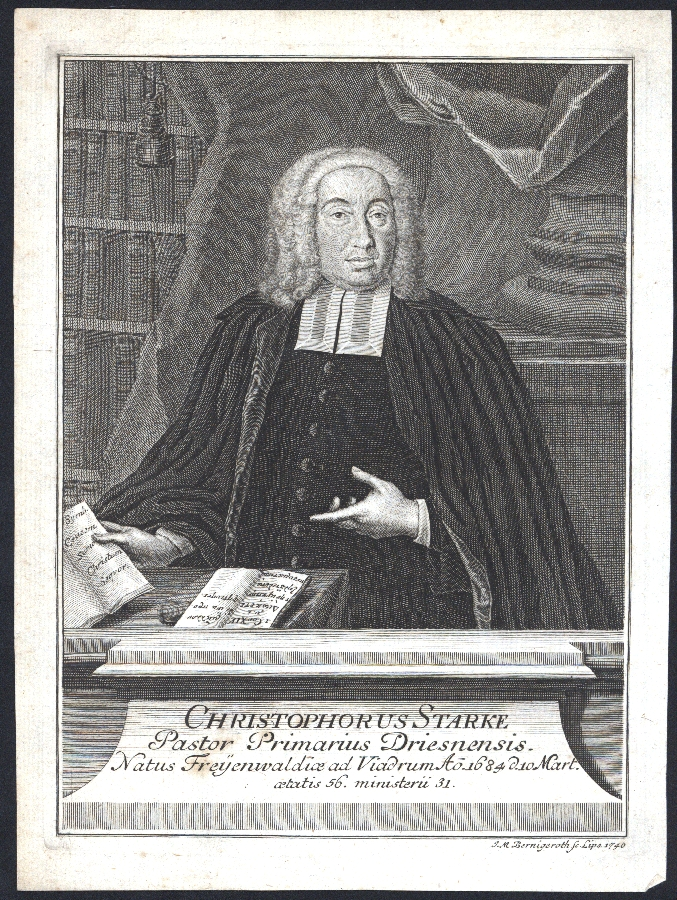
Christoph Starke

Christoph Starke (* 10. März 1684 in Freienwalde; † 12. Dezember 1744 in Driesen) war ein deutscher evangelisch-lutherischer Theologe.

## Leben
Der Sohn eines Kantors († 1683) wurde anfänglich von der Mutter erzogen. Starkes Stiefgroßvater, der Oberpfarrer Pope in Freienwalde, sorgte für die Erziehung des talentvollen Knaben, dessen Geistesanlagen sich in früher Jugend entwickelt hatten. In den Lehranstalten seiner Vaterstadt gebildet und besonders gründlich unterwiesen in den älteren Sprachen, war Starke ab seinem 17. Lebensjahr Zögling des Gymnasiums in Berlin. Eigentliche Fortschritte in seiner wissenschaftlichen Bildung machte er dort nicht, woran großenteils die einseitige Lehrmethode in jener Unterrichtsanstalt schuld sein mag. Im Griechischen kam er weiter als im Hebräischen, da der zuletzt genannten Sprache wöchentlich nur eine Stunde gewidmet war.
Dürftig waren auch seine philosophischen und theologischen Studien. Einen deutlichen Begriff von den christlichen Dogmen, nach Anleitung von Philipp Jacob Speners katechetischen Tabellen, erhielt er erst durch Laurentius Gensichen (1674–1742), dem damaligen Prediger an dem Friedrichshospital in Berlin und späteren Inspektors (Superintendent) in Landsberg (Warthe). 1703 begann Starke an der Universität Halle ein Studium der Theologie, wobei Spener und Joachim Justus Breithaupt seine prägenden Lehrer wurden. Dort vervollkommnete er sich besonders im Hebräischen und beschäftigte sich mit den historischen Bücher des Alten Testaments und der Propheten. Nach Beendigung seiner akademischen Laufbahn übte er sich daheim im Predigen. Eine Hauslehrerstelle in Berlin lehnte er ab, als er Lehrer bei den Kindern eines Predigers in Lindow wurde, dessen vorbildlich ausgeprägte Bibliothek er benutzte.
1709 wurde er Dorfschullehrer und Pastor in Nennhausen, wurde dafür in Berlin ordiniert und war 1737 Oberpfarrer und Garnisonprediger in Driesen in der Neumark, wo er bis zu seinem Lebensende wirkte. Durch Spendenaktionen hatte Starke dafür gesorgt, das finanziell minder bemittelte Zugang zur Bibel, zum Gesangbuch und nützlichen Schulschriften bekamen. Auch als theologischer Schriftsteller hatte sich Starke einen Namen gemacht. So wären hier seine 1727 herausgegebene Heilsordnung und seine Sammlung von Erläuterungen der vorzüglichen Bibel-Interpreten hervorzuheben.

## Schriften
- Spruchkatechismus …
- Ordnung des Heils in Tabellen u. s. w. Nebst angehängter kurzer Ordnung der Lebenspflichten. Brandenburg 1727, 1734.
- Synopsis Bibliothecae Exegeticae Novi Testamenti, oder kurzgefaßter Auszug der gründlichsten und nutzbarsten Auslegungen über alle Bücher des Neuen Testaments, mit einer Vorrede J.G. Reinbeck's. 3 Teile. Leipzig 1733–1737. 2. Auflage 1740–1741.
- Christlicher Hausvater. Züllichau 1740.
- Synopsis Bibliothecae Exegeticae in Vetus Testamentum, oder kurzgefaßter Auszug über alle Bücher des Alten Testaments u, s. w. eine Vorrede J. B. Hassel's, Herzogl. Braunschweig. Lüneburgischen Obersuperintendenten und Consistorialraths in Wolfenbüttel. 5 Teile. Berlin und Halle 1741–1744. 2. Auflage: 6 Teile. Leipzig 1763–1767. Digitalisate bei google-books sowie Ausgabe Leipzig 1745 bei Breitkopf online – Internet Archive
- Hausbibel. Leipzig 1759.
- Sechsfache kurzgefaßte Ordnung des Heils. 2 Teile. Leipzig 1759.
- Sechsfache kurzgefaßte Ordnung des Heils, und Ordnung des Heils in Tabellen. 2 Teile. Halle 1783.